# نيتو فولبي
نيتو فولبي (مواليد 1 أغسطس 1992) هو لاعب كرة قدم برازيلي.

## وصلات خارجية
- نيتو فولبي على موقع رابطة كرة القدم اليابانية للمحترفين (اليابانية)
- نيتو فولبي على موقع قاعدة بيانات كرة القدم.إي يو (الإنجليزية)
- نيتو فولبي على موقع Soccerway.com (الإنجليزية)
- نيتو فولبي على موقع عالم كرة القدم.نت (الإنجليزية)